# Kia K8
La Kia K8 è un'autovettura prodotta dalla casa automobilistica sudcoreana Kia Motors a partire dal 2021. 

## Descrizione

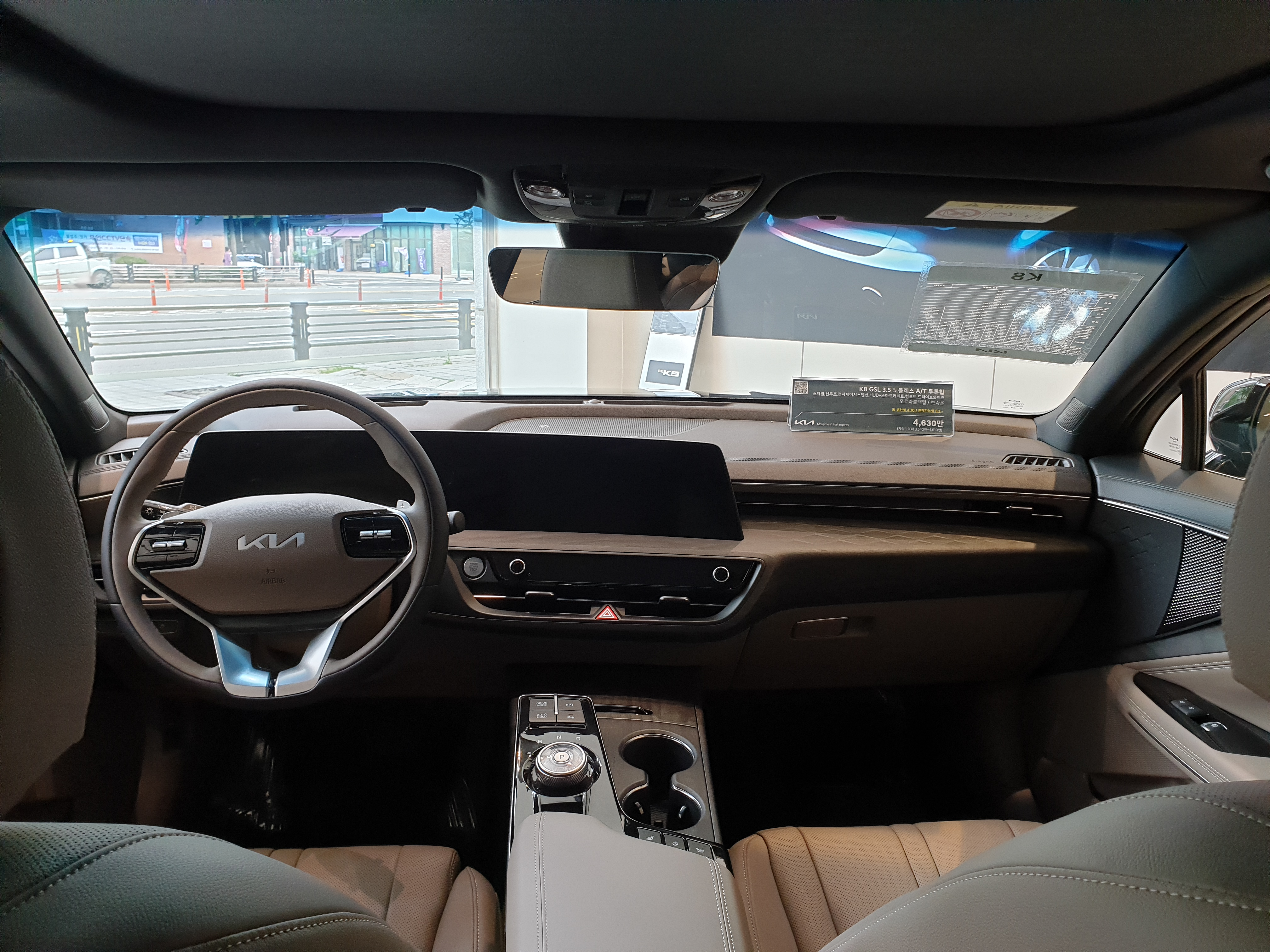
Interni

La K8 è una berlina di grandi dimensioni, annunciata attraverso la diffusione di alcune immagini on line il 17 febbraio 2021. È stata poi ufficialmente presentata attraverso un evento sul web l'8 aprile 2021. Viene costruita sulla Piattaforma Hyundai-Kia N a motore trasversale e trazione anteriore, nella variante LWB a passo allungato.
La vettura introduce, oltre al nuovo logo, un nuovo linguaggio stilistico della casa coreana chiamato "Opposites United". Esteticamente la vettura presenta un lungo cofano, con uno sbalzo anteriore ridotto e una linea del tetto che discende con decisione dai sedili della seconda fila fino alla fine del bagagliaio a mo' di fastback. Sul retro, le luci posteriori sono collegate da una striscia orizzontale a LED che taglia visivamente il posteriore; è inoltre presente anche uno spoiler sulla sommità del cofano. All'interno c'è uno schermo curvo da 12 pollici che funge da quadro strumenti per il guidatore, dotato anche di un head-up display che proietta le informazioni principali sul parabrezza della vettura.
La K8 è disponibile al lancio con un motore V6 aspirato da 3,5 litri che produce 300 CV che in opzione può essere dotato di un sistema di trazione integrale e un quattro cilindri da 2,5 litri anch'esso aspirato da 198 CV. Entrambe le motorizzazioni sono abbinate a una trasmissione automatica a 8 velocità. Le sospensioni sono all anteriore del classico tipo MacPherson mentre al posteriore c'è un multi-link. La vettura va a rimpiazzare la Kia K7/Cadenza.